# Conseil international des Universités de Saint Thomas d'Aquin
Le Conseil international des Universités de Saint Thomas d'Aquin (International Council of Universities of Saint Thomas Aquinas en anglais, Consejo Internacional de Universidades Santo Tomás de Aquino en espagnol) est un réseau mondial d'universités inspiré par la pensée de Saint Thomas d'aquin. Généralement connu sous le nom d'ICUSTA, cette organisation favorise les échanges universitaires entre les étudiants, professeurs et chercheurs. ICUSTA réunit quelque 30 universités, avec plus de 200 000 étudiants sur les cinq continents. 

## Mission
ICUSTA a pour mission principale, d'unir toutes les universités catholiques sur la base intellectuelle, les principes pédagogiques et méthodologiques du thomisme (la pensée de saint Thomas d'Aquin) dans le but de créer et d'intégrer les politiques de l'université ; le but étant de favoriser l'échange entre les étudiants, les professeurs et les chercheurs des universités membres, l'élaboration de plans communs entre les différentes institutions et le partage d'informations et de programmes. 

## Histoire
ICUSTA est née d'une rencontre en 1993 entre les représentants de l'Université de St. Thomas (Houston) et la Universidad Santo Tomás du Chili. Ils furent bientôt rejoints par la Pontificia Università degli Studi Tommaso San d'Aquino (Rome) et la Universidad Santo Tomás de Colombie. En 1995, à Rome, une deuxième conférence a eu lieu à laquelle ont participé 12 universités. Là, une organisation internationale permanente a été établie avec les règlements et de protocoles pour l'accomplissement de la mission ICUSTA.
Dans les conférences successives de membres supplémentaires ont été ajoutés. Les réunions ont été plus tard, à Manille (1997), à Fredericton au Nouveau-Brunswick, Canada (1999), à Rome (2001), à Mar del Plata en Argentine (2003), et à Barcelone en Espagne (2005), à l'Université catholique australienne de Melbourne en Australie (2007), et au Collège Marie-Immaculée à Limerick en Irlande (2009). 
ICUSTA sera de retour à l'UST Manille aux Philippines en 2011, pour la commémoration du 400e anniversaire de la fondation de cette grande université en 1611. En 2013, la conférence se déroulera en France à l'Institut catholique d'études supérieures. En 2015, ICUSTA tiendra sa réunion biennale pour la première fois en Afrique à l'Université de St Thomas du Mozambique pour la 12e Biennale.

## Organisation
La présidence et la structure du comité est élu lors de chaque réunion biennale pour la période de deux ans entre les réunions biennales. La présidence et la structure du Comité pour la période biennale de 2007 à 2009 sélectionné au Melbourne, Australie réunion sont les suivants :

### Présidence
- Président : M. l'Abbé Rolando V de la Rosa, OP, Université de St. Thomas, à Manille, Philippines
- Président sortant : Dr Peadar Cremin, Président, Collège Marie Immaculée, Limerick, Irlande
- Directeur exécutif : M. Joseph Mc Fadden, ICUSTA directeur exécutif, président émérite, Houston UST, Texas, USA

### Comité exécutif
- Président : Rév. Rolando V de la Rosa, OP, Université de St. Thomas, à Manille, Philippines
- Membres : M. Peadar Cremin, Président, Collège Marie Immaculée, Limerick, Irlande
- Membres : le Rév. Wamala Joseph, recteur de l'Université de St Thomas, Maputo, Mozambique
- Membres : M. Juan Carlos Mena, recteur de l'Univ Fasta de la Fraternidad de Agrupaciones Santo Tomas, de Aquino, Mar del Plata, Argentine

Ivany Robert membres : Dr., Président, Université de St Thomas, Houston, Texas
Ex. D'office : Dr Joseph McFadden, directeur exécutif, ICUSTA, Houston, Texas

### Comité des candidatures
- Président : Rév. Rolando V de la Rosa, OP, recteur UST, Manille, Philippines
- Membres : François Boulêtreau, Directeur, Institut Catholique d'Etudes Supérieures, La Roche Sur Yon, France
- Membres, le Rév. San Miguel Jovino, OP, Président, Université de St Catherine, Matsuyama-shi, Japon
- D'office : Dr Joseph Mc Fadden, directeur exécutif, ICUSTA, Houston, Texas

## Membres
| Location                                       | University                                                            | Website                |
| Luanda, Angola                                 | Universidade Católica de Angola                                       | www.ucan.edu           |
| Mar del Plata, Argentina                       | Universidad Fraternidad de Agrupaciones Santo Tomás de Aquino (FASTA) | www.ufasta.edu.ar      |
| Tucumán, Argentina                             | Universidad del Norte Santo Tomás de Aquino                           | www.unsta.edu.ar       |
| Buenos Aires, Argentina                        | Universidad Católica Argentina                                        | www.uca.edu.ar         |
| Sydney, Australia                              | Australian Catholic University                                        | www.acu.edu.au         |
| Nouveau-Brunswick, Canada                      | Université St. Thomas                                                 | www.stu.ca             |
| Santiago, Chile                                | Universidad Santo Tomás                                               | www.ust.cl             |
| Bogota, Colombia                               | Universidad Santo Tomás                                               | www.usantotomas.edu.co |
| Tunja, Colombia                                | Universidad Santo Tomás                                               |                        |
| Santiago de los Caballeros, Dominican Republic | Pontificia Universidad Católica Madre y Maestra                       | www.pucmmsti.edu.do    |
| Addis Ababa, Ethiopia                          | Ethiopian Catholic University of St. Thomas Aquinas                   | N/A                    |
| La Roche-sur-Yon, France                       | Institut catholique d'études supérieures                              | www.ices.fr            |
| Tegucigalpa, Honduras                          | Universidad Santo Tomás                                               | N/A                    |
| Sumatra, Indonesia                             | Universitas Katolik St. Thomas Sumatera Utara                         | N/A                    |
| Limerick, Ireland                              | Mary Immaculate College                                               | www.mic.ul.ie          |
| Rome, Italy                                    | Pontifical University of St. Thomas Aquinas (Angelicum)               | www.angelicum.org      |
| Ehime, Japan                                   | Sei Katarina Daigaku                                                  | www.catherine.ac.jp    |
| Osaka, Japan                                   | Sei Tomasu Daigaku                                                    | www.st.thomas.ac.jp    |
| Maputo, Mozambique                             | Universidade São Tomás de Moçambique                                  | www.ustm.ac.mz         |
| Imo State, Nigeria                             | Catholic University of Nigeria                                        | N/A                    |
| Lima, Peru                                     | Pontificia Universidad Católica del Perú                              | www.pucp.edu.pe        |
| Albay, Philippines                             | Aquinas University of Legazpi                                         | www.aq.edu.ph          |
| Manila, Philippines                            | Pontifical and Royal University of Santo Tomás                        | www.ust.edu.ph         |
| Madrid, Spain                                  | Universidad CEU San Pablo                                             | www.ceu.es             |
| Barcelone, Spain                               | Université Abbé Oliva CEU                                             | www.uao.es             |
| Valence (Espagne), Spain                       | Universidad CEU Cardenal Herrera                                      | www.uch.ceu.es         |
| Lugano, Switzerland                            | Facultà di Teología di Lugano                                         | www.teologialugano.ch  |
| Californie, USA                                | Thomas Aquinas College                                                | www.thomasaquinas.edu  |
| Ohio, USA                                      | Ohio Dominican University                                             | www.ohiodominican.edu  |
| Texas, USA                                     | University of Saint Thomas                                            | www.stthom.edu         |
| Minnesota, USA                                 | University of Saint Thomas                                            | www.stthomas.edu       |